# Ninox connivens
La lechuza gavilana ladradora o ninox labrador (Ninox connivens) es una especie nocturna de ave, que habita en Australia, Nueva Guinea y las Islas Molucas. Es un búho marrón de tamaño mediano que tiene un ulular muy característico, que puede cambiar de parecido a un ladrido de perro a un grito agudo parecido al de una mujer.

## Taxonomía
Fue descrito originalmente por el ornitólogo John Latham como Falco connivens. Latham comentó que ¨habitaba Nueva Holanda, tiene una maravillosa capacidad para dilatar y contraer el iris y su nombre nativo es Goora-a-gang.

## Descripción
Esta especie es de color marrón con puntos blancos en las alas y rayas en el pecho. Tienen ojos grandes con iris amarillos. Su pico es amarillo y puntiagudo. Sus partes inferiores son de color marrón grisáceo con puntos blancos y su cola y sus plumas de vuelo son a bandas blancas y marrones. Son robustos y miden entre 39 a 44 centímetros de largo y su envergadura es de 85 a 120 centímetros. Pesan entre 380 y 960 gramos<. El diformismo sexual está presente en esta especie, siendo los machos un 8 por ciento más pesados que las hembras, hecho demostrado por un estudio hecho en los bosques de Pilliga en Nueva Gales del Sur.